# Scatella gea
Scatella gea är en tvåvingeart som beskrevs av Canzoneri och Giuseppe Giovanni Antonio Meneghini 1979. Scatella gea ingår i släktet Scatella och familjen vattenflugor.
Artens utbredningsområde är Italien. Inga underarter finns listade i Catalogue of Life.